# Anders Björkqvist
Anders Björkqvist, född 2 november 1741 på Härjänsilmä hemman i Nousis socken, Egentliga Finland, död 7 september 1809 i Vemo, var en finländsk präst. 
Björkqvist, som var bondson, blev student vid Kungliga Akademien i Åbo 1760 och prästvigdes i Stockholm 1765. Efter att ha varit nådårspredikant i Sagu var han sockenadjunkt i Loimaa under åtta månader 1766 och blev sockenadjunkt i Sagu och Karuna 1767. Han blev andre kapellan i Vemo 1781 och fick vice pastors titel 1797. 
Björkqvist var en framstående predikant och utövade genom sin 1801 på finska utgivna postilla, Uskon harjoitus autuuteen (Trosövning till saligheten), stort inflytande på den senare finländska pietismen, såsom vars föregångare han betraktas. I sin postilla, som utkom i flera upplagor och även på svenska, visar han påverkan av bland annat de tyska pietisterna Johan Jakob Rambach och Johann Philipp Fresenius.